# Cavaglio-Spoccia
Cavaglio-Spoccia (Cavaj e Spòcia in piemontese, Cavài e Spòcia in lombardo) è stato un comune italiano sparso della provincia del Verbano-Cusio-Ossola.
Il comune è nato nel 1927 dalla fusione del comune di Cavaglio San Donnino con Spoccia.
Dal 1º gennaio 2019 si è fuso con i comuni di Falmenta e Cursolo-Orasso per dare vita al nuovo comune di Valle Cannobina. La località di Lunecco, già sede comunale, ha mantenuto il ruolo di capoluogo anche nel nuovo comune.

## Storia

### Simboli
Lo stemma e il gonfalone del comune erano stati concessi con decreto del presidente della Repubblica del 22 settembre 1992.
Lo stemma era partito: il primo d'argento, al faggio sradicato di verde; il secondo di rosso, al bue d'argento, fermo sulla campagna di verde; al capo di azzurro, caricato di tre stelle di otto raggi d'oro.
Il gonfalone era un drappo partito di azzurro e di bianco.

## Società

### Evoluzione demografica
Abitanti censiti

## Amministrazione
| Periodo        | Periodo        | Primo cittadino    | Partito                        | Carica  | Note |
| -------------- | -------------- | ------------------ | ------------------------------ | ------- | ---- |
| 24 aprile 1995 | 14 giugno 1999 | Vittorio Polloli   | Sinistra indipendente          | Sindaco |      |
| 14 giugno 1999 | 14 giugno 2004 | Mario Piffero      | lista civica                   | Sindaco |      |
| 14 giugno 2004 | 8 giugno 2009  | Vittorio Polloli   | lista civica                   | Sindaco |      |
| 8 giugno 2009  | 26 maggio 2014 | Dante Marchesini   | lista civica                   | Sindaco |      |
| 26 maggio 2014 | 1 gennaio 2019 | Giuseppe Dellamora | lista civica - Verso il futuro | Sindaco |      |